# Guerre tribale
Guerre tribale (Die Stämme en version originale allemande ou Tribal Wars en anglais) est un jeu vidéo de stratégie en temps réel massivement multijoueur développé et édité par InnoGames, sorti en 2003 sur navigateur. En 2015, il comptait plus de 34 millions d'inscrits.

## Accueil
Le jeu a été testé par Gamestar qui estime qu'il offre tout ce qu'un jeu de stratégie se doit d'offrir.